# السا د جورجی
السا دِ جورجی (ایتالیایی: Elsa De Giorgi؛ ۲۶ دسامبر ۱۹۱۴ – ۱۲ سپتامبر ۱۹۹۷) هنرپیشه اهل ایتالیا بود.
از فیلم‌هایی که وی در آن نقش داشته‌است، می‌توان به سالو یا ۱۲۰ روز در سودوم، صدای بی رخ و بندر اشاره کرد.